# Okamuraea brevipes
Okamuraea brevipes là một loài Rêu trong họ Leucodontaceae. Loài này được Broth. ex S. Okamura mô tả khoa học đầu tiên năm 1916.